# Zonosemata vidrapennis
Zonosemata vidrapennis är en tvåvingeart som beskrevs av Bush 1965. Zonosemata vidrapennis ingår i släktet Zonosemata och familjen borrflugor. Inga underarter finns listade i Catalogue of Life.